# Bassiana duperreyi
Bassiana duperreyi é uma espécie de lagarto da família Scincidae encontrado no sudeste da Austrália, incluindo na região da Tasmânia.